# Pero interrruptaria
Pero interrruptaria là một loài bướm đêm trong họ Geometridae.